# 阿里環礁
阿里環礁（英語：Ari Atoll）是馬爾代夫的環礁，位於印度洋海域，由105座島嶼組成，長89公里、寬30公里，土地面積69平方公里，潟湖面積2,252平方公里，2006年人口12,056。
3°51′51″N 72°50′02″E / 3.86425°N 72.8339°E